# 圣格拉蒂安
圣格拉蒂安（法語：Saint-Gratien，法語發音：[sɛ̃ ɡʁasjɛ̃] ⓘ），法国中北部城市，法兰西岛大区瓦兹河谷省的一个市镇，隶属于萨塞勒区，其市镇面积为2.42平方公里，2022年1月1日时人口数量为21,297人，在法国城市中排名第446位。
圣格拉蒂安位于瓦兹河谷省东南部，与塞纳-圣但尼省接壤，是巴黎北部的一个郊区卫星城。

## 地名来源

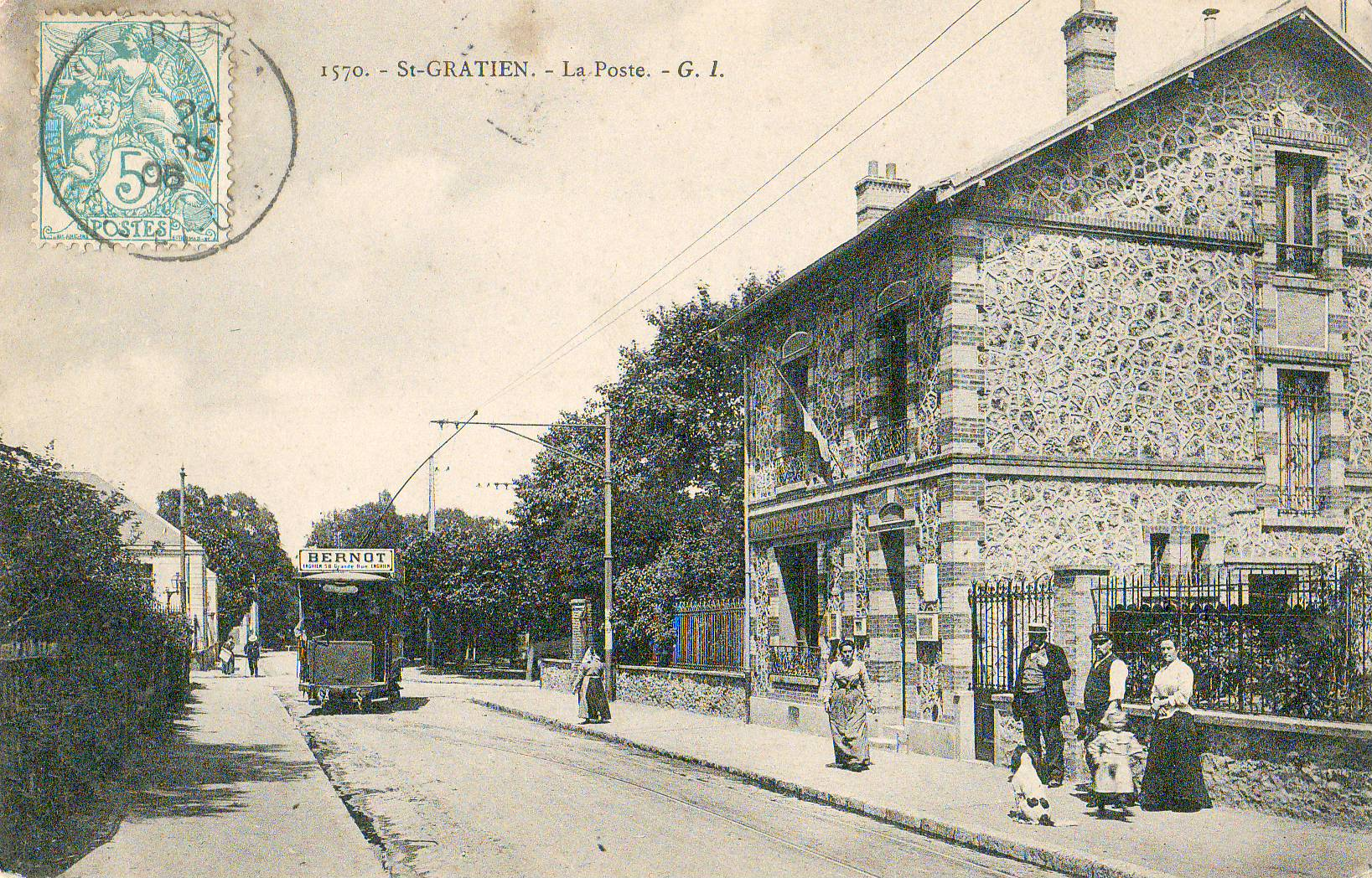
20世纪初的圣格拉蒂安

“圣格拉蒂安”一名最初以“Sanctus Gratianus”的形式被记载，该名称来源于古罗马皇帝格拉提安，后者曾封圣当地的一名年轻的天主教徒。

## 历史
圣格拉蒂安历史上长期为一处普通村落，18世纪时，法国元帅卡提纳在此修建一处城堡，后逝世于此。法国大革命后，圣格拉蒂安成为塞纳-瓦兹省的一个市镇，彼时，圣格拉蒂安人口数量不足400。19世纪时，热罗姆·波拿巴的长女玛蒂尔达·波拿巴继承了卡提纳城堡，并在其附近又新建了“玛蒂尔达王后城堡”（château de la Princesse Mathilde）。工业革命时期，一条巴黎郊区铁路由圣格拉蒂安通过，当地人口逐渐增加，并出现了一些工业部门。20世纪初，圣格拉蒂安首次出现了城市公共交通。黄金三十年期间，圣格拉蒂安人口数量快速增加，并于1968年起成为瓦兹河谷省的一个市镇。2000年，圣格拉蒂安所处的蒙莫朗西区改建为萨塞勒区。

## 地理

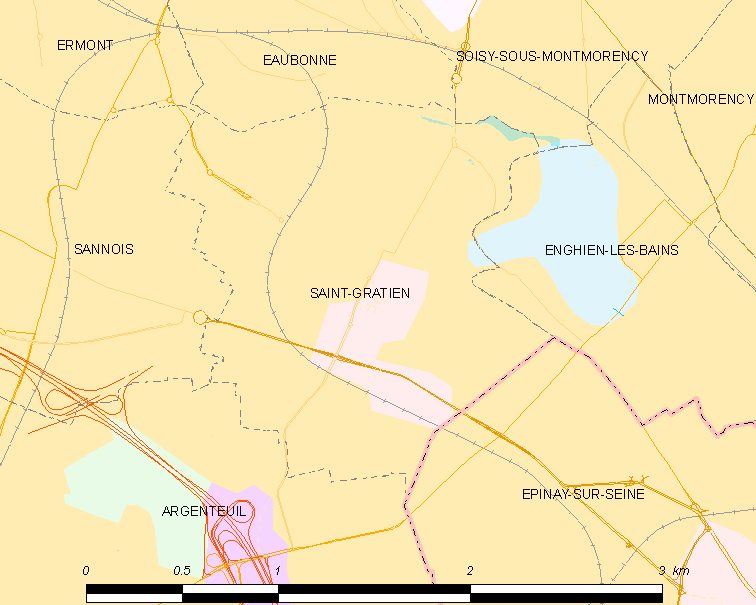
圣格拉蒂安市镇范围地图

圣格拉蒂安位于法国中北部，法兰西岛大区中北部和瓦兹河谷省东南部，距离省会蓬图瓦兹大约20公里。与圣格拉蒂安接壤的市镇包括：欧博讷、阿让特伊、塞纳河畔埃皮奈、昂甘莱班、埃尔蒙、薩努瓦、苏瓦西苏蒙莫朗西。

### 地形
圣格拉蒂安位于巴黎盆地腹地，境内以平原为主，市镇中心地势较为平坦，全境海拔在39到59米之间。

### 水文
圣格拉蒂安属于塞纳河流域，昂甘湖有一小部分位于圣格拉蒂安境内，除此之外当地无大型天然水域。

### 植被
圣格拉蒂安属于温带落叶林区，市区内的主要绿地公园包括小湖花园（Jardin du Petit Lac）、巴拉尚花园（Parc Barrachin）等，均常年免费向公众开放。
在鲜花城市的评比中，圣格拉蒂安被评为3星级鲜花城市。

### 气候
圣格拉蒂安在柯本气候分类法中属于温带海洋性气候。

## 行政区划
圣格拉蒂安是法国法兰西岛大区瓦兹河谷省的一个市镇，编号为95555。圣格拉蒂安隶属于萨塞勒区、瓦兹河谷省第四选区和阿让特伊第一县，同时也是平原河谷城市圈公共社区的办公驻地。
圣格拉蒂安市镇被划为9个街区，并实行街区自治制度。
法国国家统计与经济研究所（简称）在进行数据统计时，将圣格拉蒂安及相邻的另外1,793个市镇设为{巴黎城市区。自2020年起，巴黎城市区被包含1,949个市镇的巴黎城市辐射区代替。此外，还将圣格拉蒂安市镇分为了8个“块区”（IRIS），以便于统计人口分布情况。

## 交通

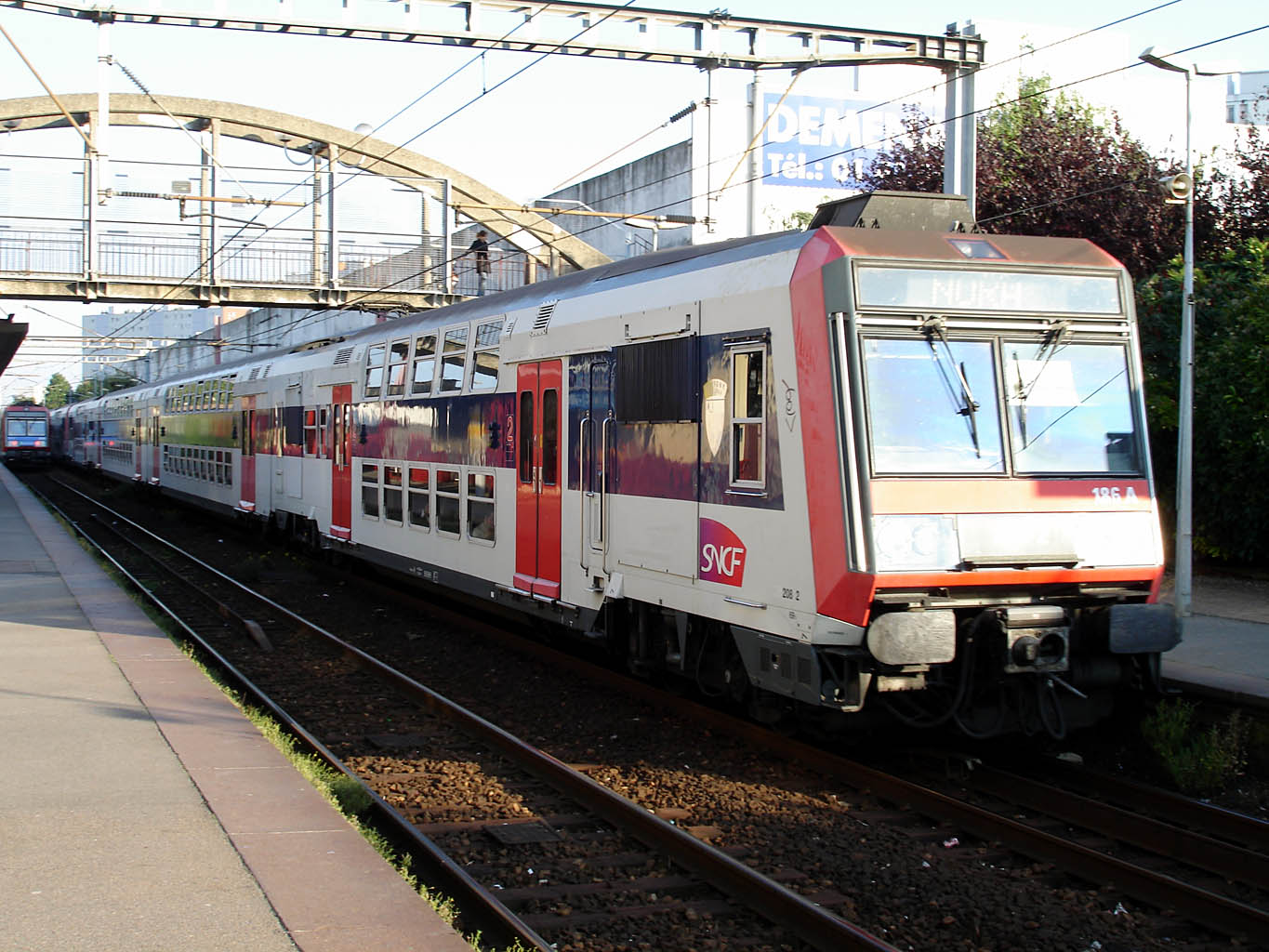
圣格拉蒂安火车站内经过的列车

### 公路
法国国道N14线和帕里西快速公路经过圣格拉蒂安境内，当地的主要道路均完成城市化改造，配套有排水、照明等设施。
2017年，71.8%的圣格拉蒂安家庭拥有至少一辆私人汽车。2019年，圣格拉蒂安境内共发生各类交通事故4起，造成5人受伤。

### 铁路
圣格拉蒂安位于埃尔蒙-欧博讷－战神广场铁路上，该铁路是法兰西岛大区快铁C线的组成路段。

### 对外交通
距离圣格拉蒂安最近的长途汽车站、长途客运铁路车站和民用航空站分别为马约门汽车站、巴黎圣拉扎尔站和巴黎戴高乐机场，距离圣格拉蒂安市中心的公路里程分别约13.7公里、14.6公里和26公里。

### 城市公共交通
| 途经圣格拉蒂安境内的主要公共交通线路 |        | |
| 类型                                 | 运营商 | 线路 |
| 快铁                                 | RATP   | - ：蓬图瓦兹 ↔ 埃尔蒙-欧博讷 ↔ 圣格拉蒂安 ↔ 马约门 ↔ 荣军院 ↔ 巴黎奥斯特里茨 ↔ 马西-帕莱索/圣马丁埃唐普 |
| 公共汽车                             | RATP   | - 138：圣旺站 ↔ 圣格拉蒂安 ↔ 埃尔蒙-欧博讷站 - 238：勒瓦卢瓦-贝孔 ↔ 热讷维利耶 ↔ 圣格拉蒂安 - 261：拉加雷讷新城-邦加尔德 ↔ 圣格拉蒂安 ↔ 弗朗孔维尔站 |
| 公共汽车                             | VALMY  | - 10：埃尔蒙-欧博讷火车站 ↔ 克雷索尼耶尔 ↔ 苏瓦西苏蒙莫朗西-活水公园 - 11：圣格拉蒂安 ↔ 苏瓦西苏蒙莫朗西-史怀哲 - 12：埃尔蒙-欧博讷火车站 ↔ 米歇尔·伊达尔戈球场 ↔ 蒙莫朗西-拉舍内 - 14：埃尔蒙-欧博讷火车站 ↔ 马蒂尔德大街 ↔ 昂甘莱班火车站 - 16：阿让特伊-火车站 ↔ 圣格拉蒂安 ↔ 昂甘莱班火车站 |
| 公共汽车                             | (N)    | - N154：巴黎圣拉扎尔站 ↔ 圣格拉蒂安 ↔ 蒙蒂尼-博尚 |
| 1.                                   |        | |

## 政治

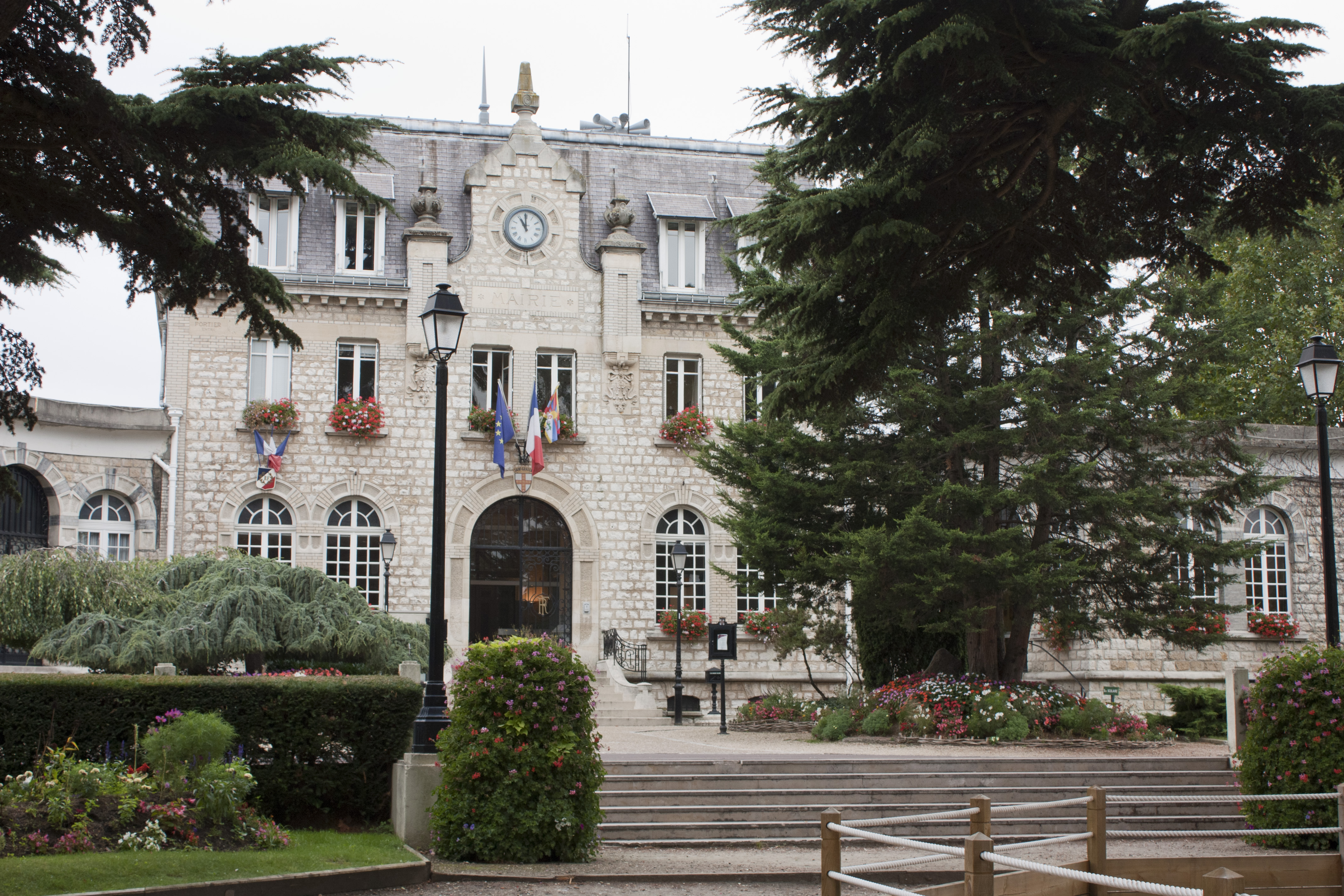
圣格拉蒂安市政厅

圣格拉蒂安的现任市长为朱利安·巴沙尔先生（Julien Bachard），他是共和党的一名成员，在2020年的市政选举中获得了59.4%的支持率。
在2017年的法国总统大选中，法国第25任总统埃马纽埃尔·马克龙在圣格拉蒂安获得了78.54%的支持率。

## 人口
2018年，圣格拉蒂安市镇人口数量为20,893，在法国排名第446位。其中男性9,773人，女性10,909人，75岁及以上人口占7.4%，外籍人口数量为4,913人，人口密度为8,633人/平方公里，当地居民被称为（男性）或（女性）。2019年，圣格拉蒂安境内出生282人，死亡人口135人。
| 年份   | 1936  | 1946  | 1954  | 1962  | 1968   | 1975   | 1982   | 1990   | 1999   | 2006   | 2011   | 2016   | 2018   |
| ------ | ----- | ----- | ----- | ----- | ------ | ------ | ------ | ------ | ------ | ------ | ------ | ------ | ------ |
| 人口數 | 5,847 | 6,100 | 7,204 | 9,248 | 14,947 | 20,338 | 20,470 | 19,338 | 19,226 | 21,436 | 20,453 | 20,824 | 20,893 |

## 经济
圣格拉蒂安是一个区域性的中心城市，当地共有各类用人单位2,819家，平均历史为13年，其中99.72%为中小型企业（PME）。（公共交通）、（技术工程）及（建筑设备租售）是当地2019年营业额最高的三个企业，分别为56,023,063欧元、53,115,157欧元和23,772,994欧元。

## 财政收入
2019年，圣格拉蒂安的财政收入总额为27,064,400欧元，财政支出总额为25,053,500欧元，当年的债务总额为20,322,300欧元。2020年，圣格拉蒂安共获得5,971,354欧元的国家财政补助，与上一年基本持平。
2017年，圣格拉蒂安的人均月收入总额为2,629欧元，其中高级职员为4,242欧元，高于法国平均水平（4,214欧元）；中级职员为2,469欧元，高于法国平均水平（2,353欧元）；普通职员为1,800欧元，亦高于法国平均水平（1,690欧元）。
2017年，圣格拉蒂安境内的青壮年（15至64岁）失业率为14%，当地57%的家庭拥有纳税资格，平均纳税4,668欧元，高于法国平均水平（3,888欧元）。

## 社会事务

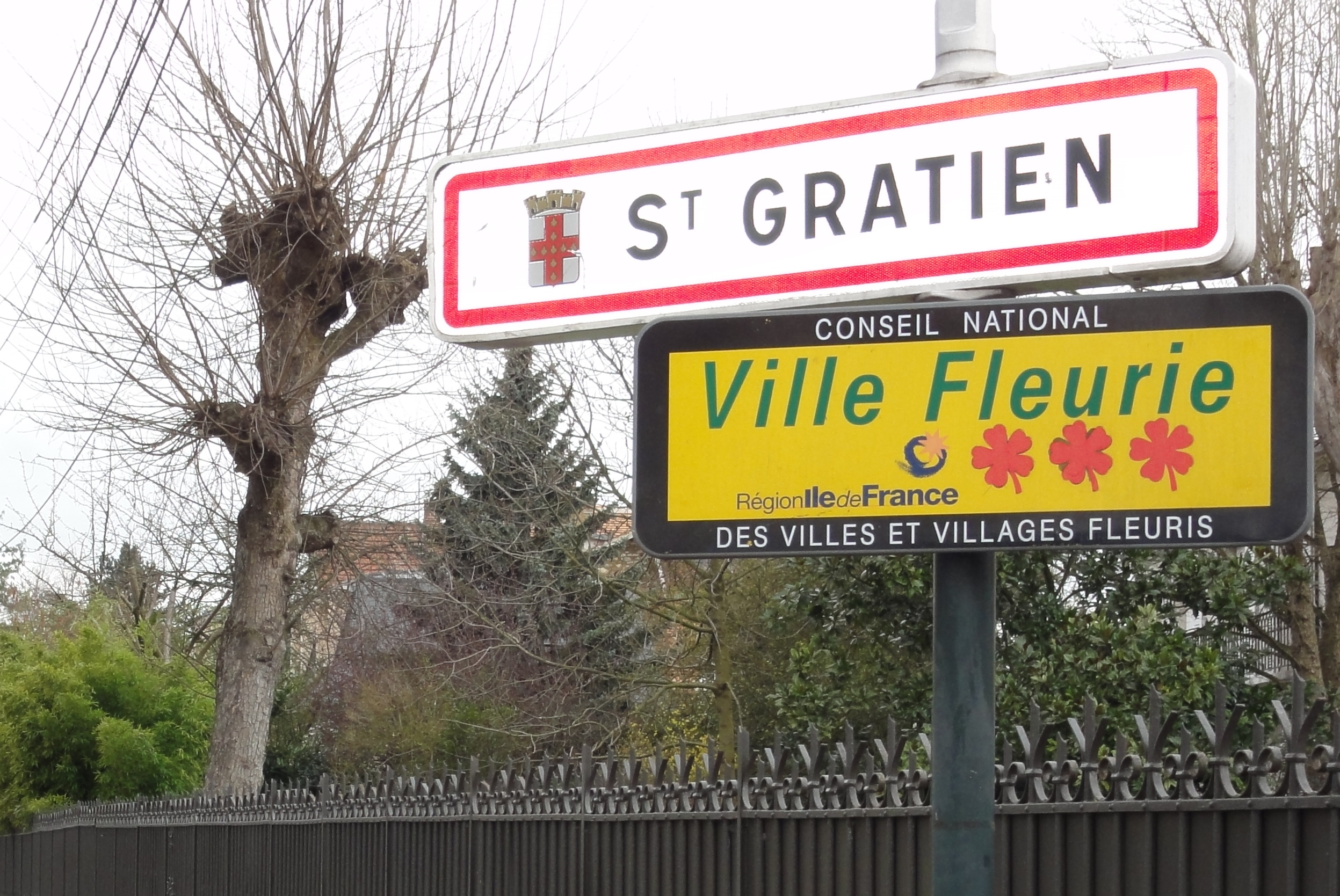
圣格拉蒂安入城路牌

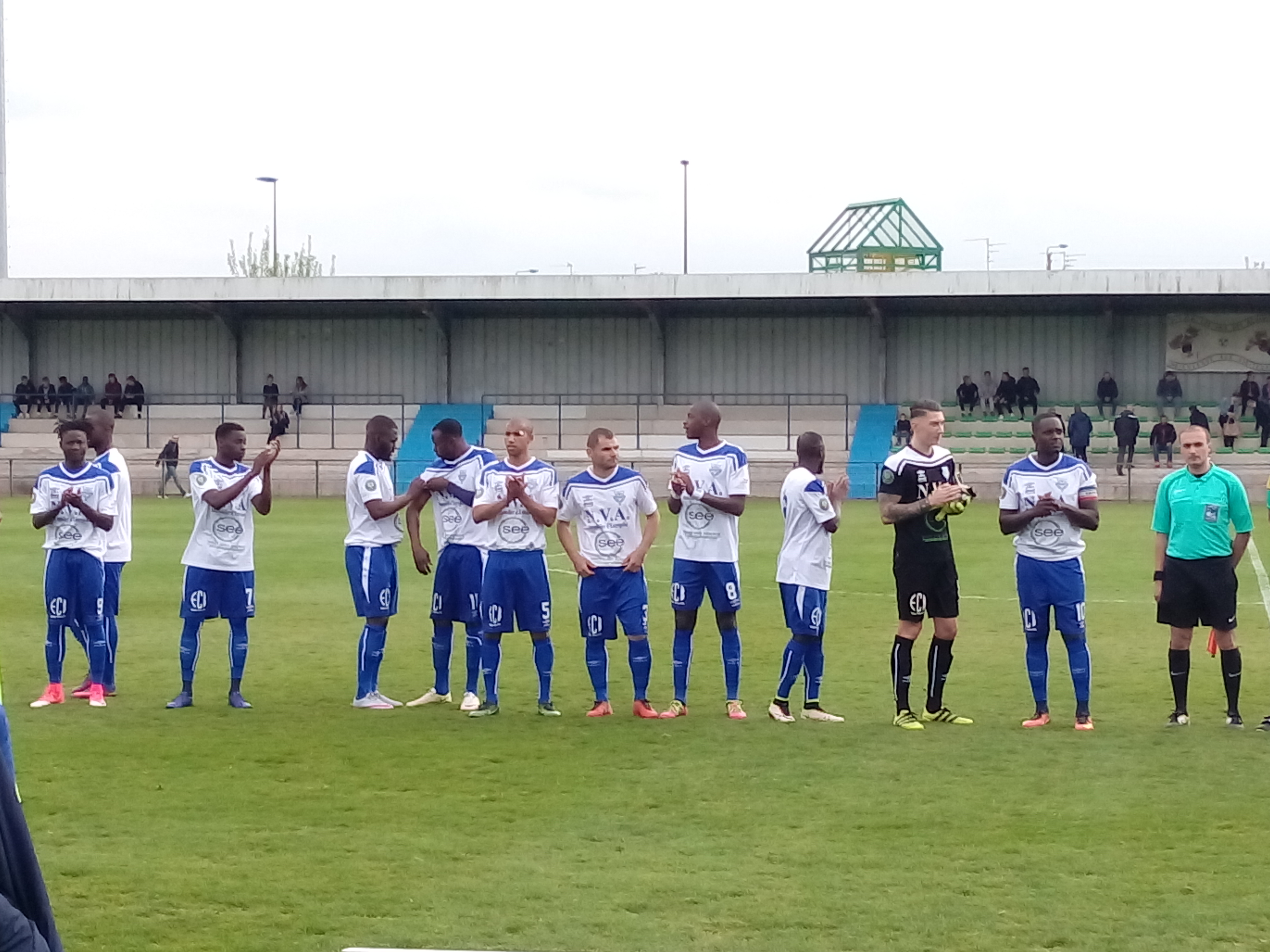
比赛中的萨努瓦-圣格拉蒂安队

### 教育
圣格拉蒂安属于凡尔赛学区。截止2019年1月1日，圣格拉蒂安境内共有7所幼儿园、7所小学、2所初级中学。2018至2019学年度，圣格拉蒂安境内共有在校中等教育阶段学生1,050名。

### 医疗
截止2019年1月1日，圣格拉蒂安境内共有全科医生13名、保健师16名、牙医12名、护士24名、眼科医生1名、皮肤科医生2名、助产士1名、儿科医生1名和妇科医生1名。境内共有药房8家、养老院3家。
距离圣格拉蒂安最近的综合医院为位于萨塞勒境内的“北部巴黎人私立医院”（Hôpital Privé Nord-Parisien）距离圣格拉蒂安大约7公里。

### 住房
2017年，圣格拉蒂安境内共有各类住房9,361套，其中23%为独立式居民区；72.9%为集中式居民区，主要分布于市区南部，市中心和市区西北部的让·穆兰街区。常住房屋占圣格拉蒂安市镇范围内居民建筑总量的93.7%。
在住房保障政策方面，2017年，圣格拉蒂安境内共有1,780户家庭获得了住房经济补助，受益人数占总人口数量的8.6%，其中1,696份为房租补助。

### 商业
2019年，圣格拉蒂安境内共有各类实体商铺449家，其中餐厅66家、大型超市6家、杂货店7家、面包房16家、肉铺10家、书店2家、装饰品店2家、银行门店8家、美容美发店16家、汽车维修店22家。市区中部建有开放式商业街区，并有一家利多超市。

### 体育
2019年，圣格拉蒂安境内共有4间体育馆、1座综合体育场、16处网球场、3处足球或橄榄球场以及3处篮球或排球场。
萨努瓦-圣格拉蒂安前进俱乐部是当地的代表性足球队，成立于1989年，2021至2022赛季参加法国全国乙组联赛（法丁）。其主场米歇尔·伊达尔戈球场位于市区西北部，可同时容纳超过近八千名观众，是当地规模最大的体育设施。

### 环境
圣格拉蒂安的环境事务由其所属的公共社区负责。2019年，圣格拉蒂安境内共有1家污染企业。

### 治安
2019年，圣格拉蒂安市镇范围内有1处派出所。
2014年，圣格拉蒂安及附近地区共发生各类案件4,838起，其中盗窃类案件2,918起，经济类案件349起，毒品交易类案件546起。

## 文化
2019年，圣格拉蒂安境内有1家电影院。圣格拉蒂安市政府提供多媒体中心，向公众全年开放。

### 建筑
圣格拉蒂安境内的建筑大部分建于20世纪以后，卡提纳城堡（château Catinat）是当地唯一的法国国家文物保护单位。

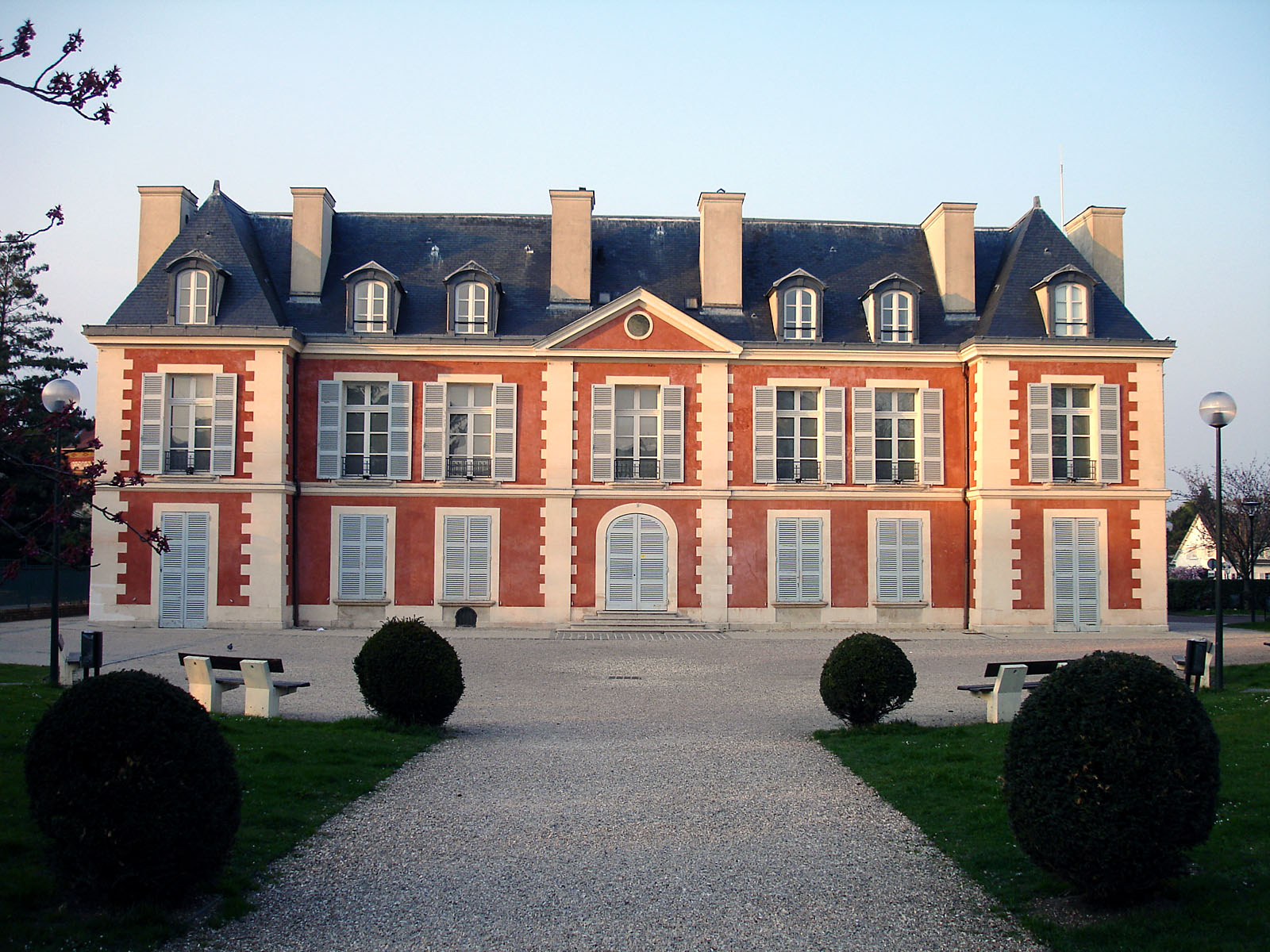
卡提纳城堡
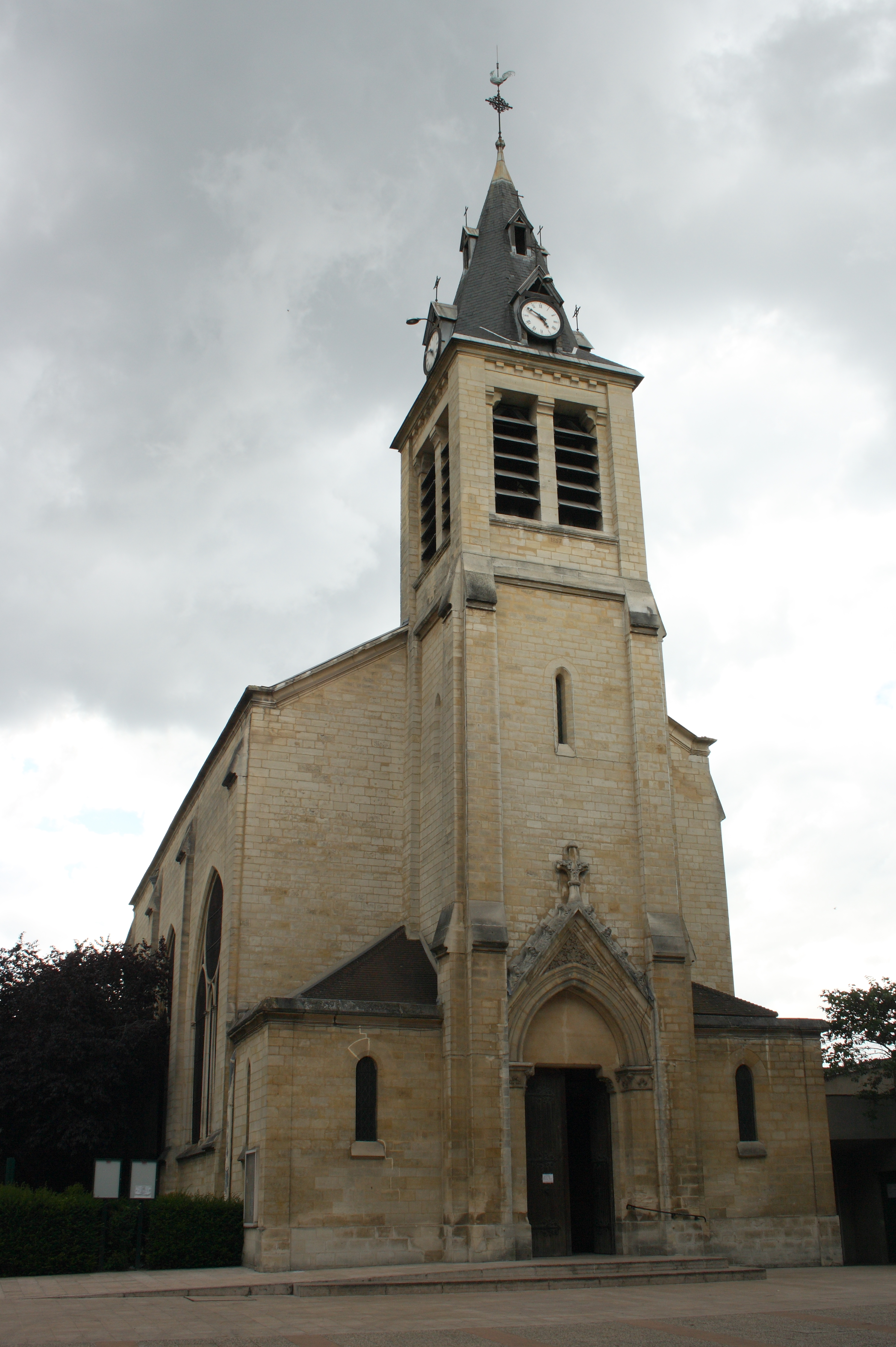
圣格拉蒂安圣格拉提安教堂（法语：Église Saint-Gratien de Saint-Gratien (Val-d'Oise)）
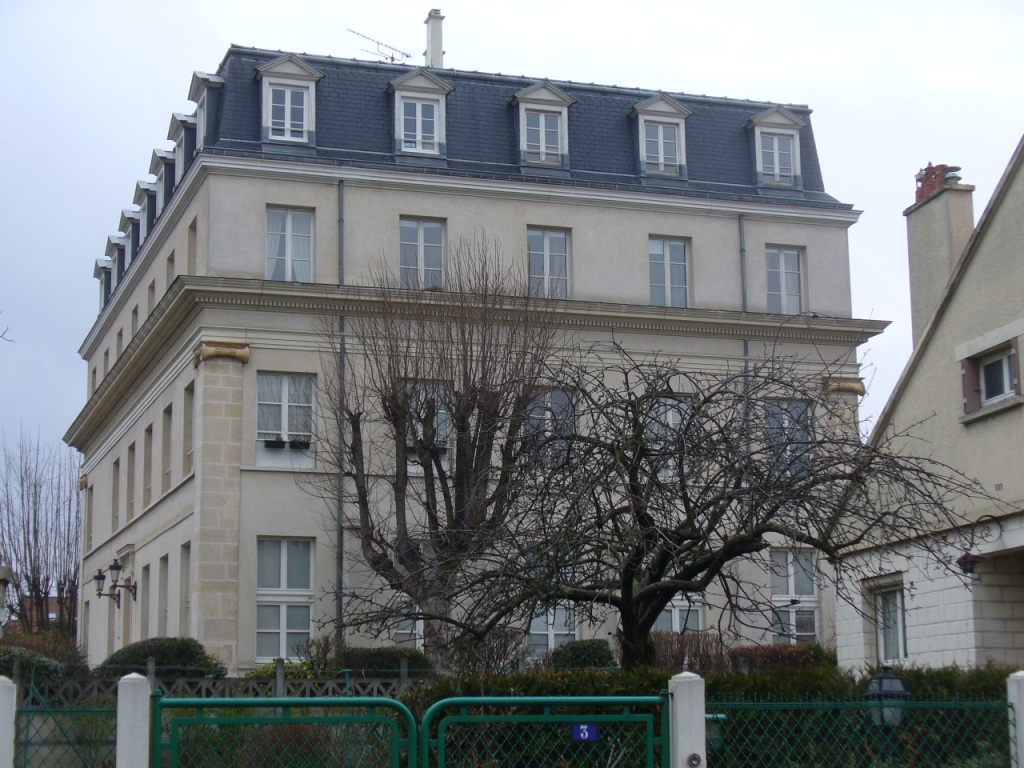
马蒂尔德宅邸
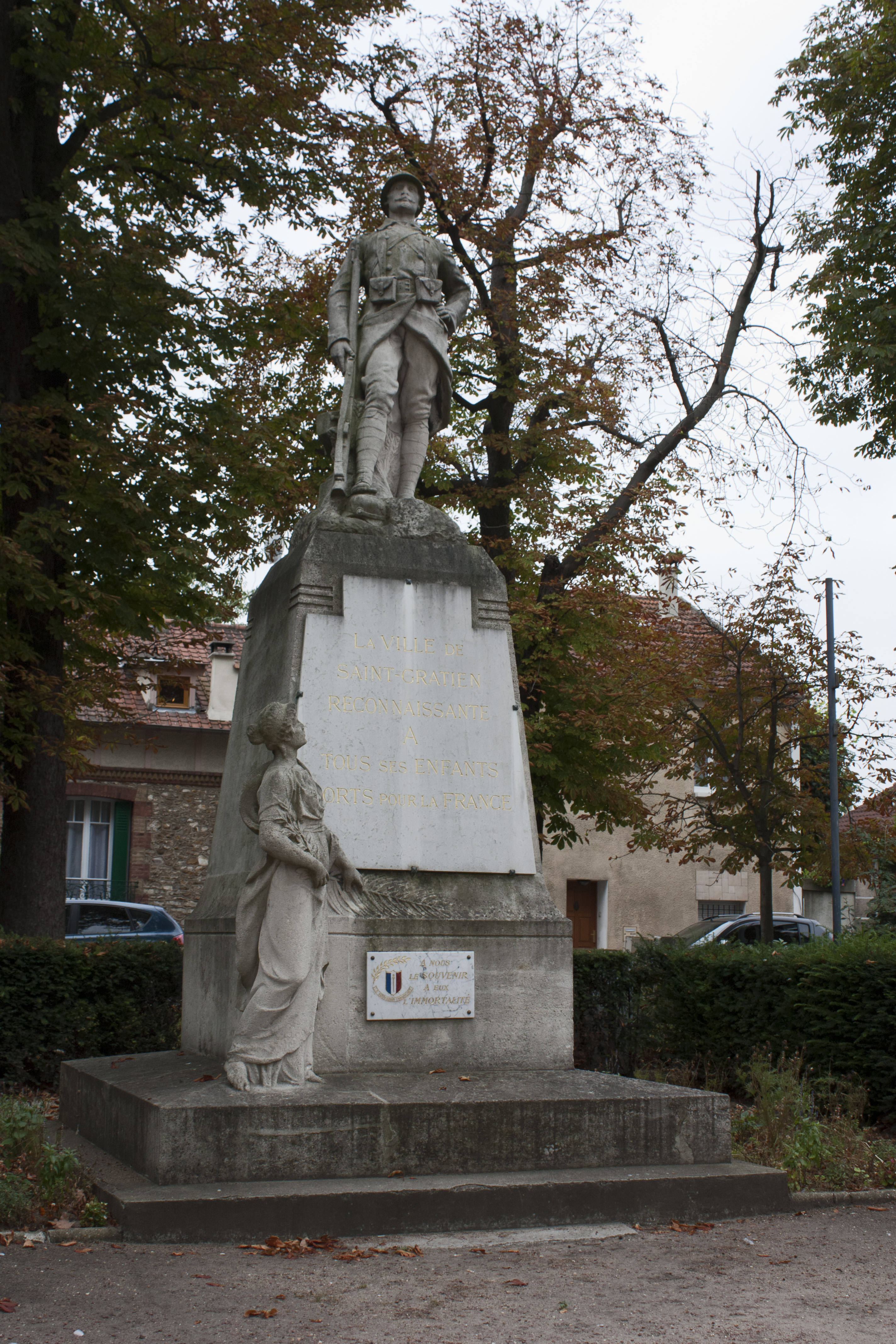
烈士纪念碑
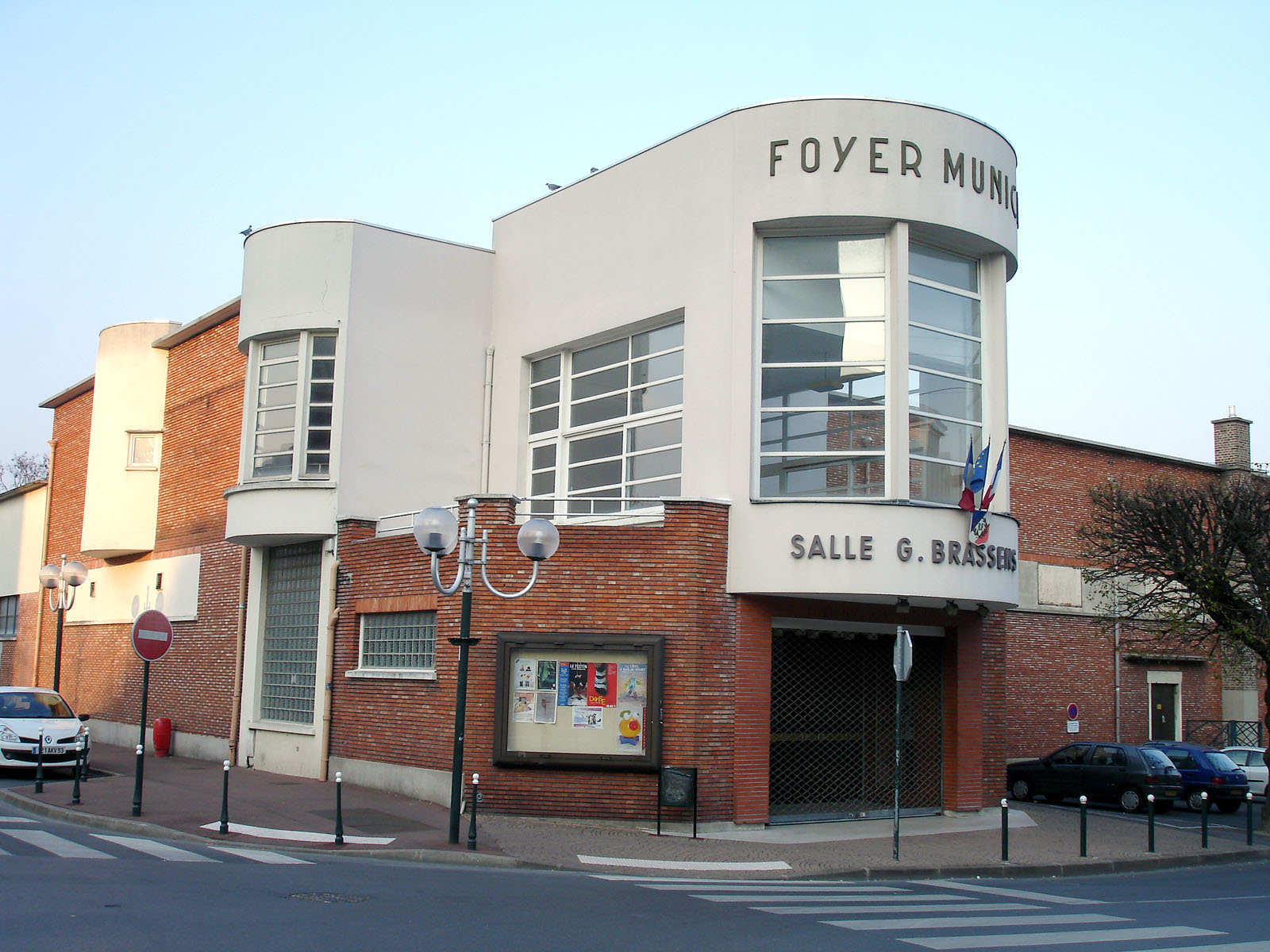
市政活动中心
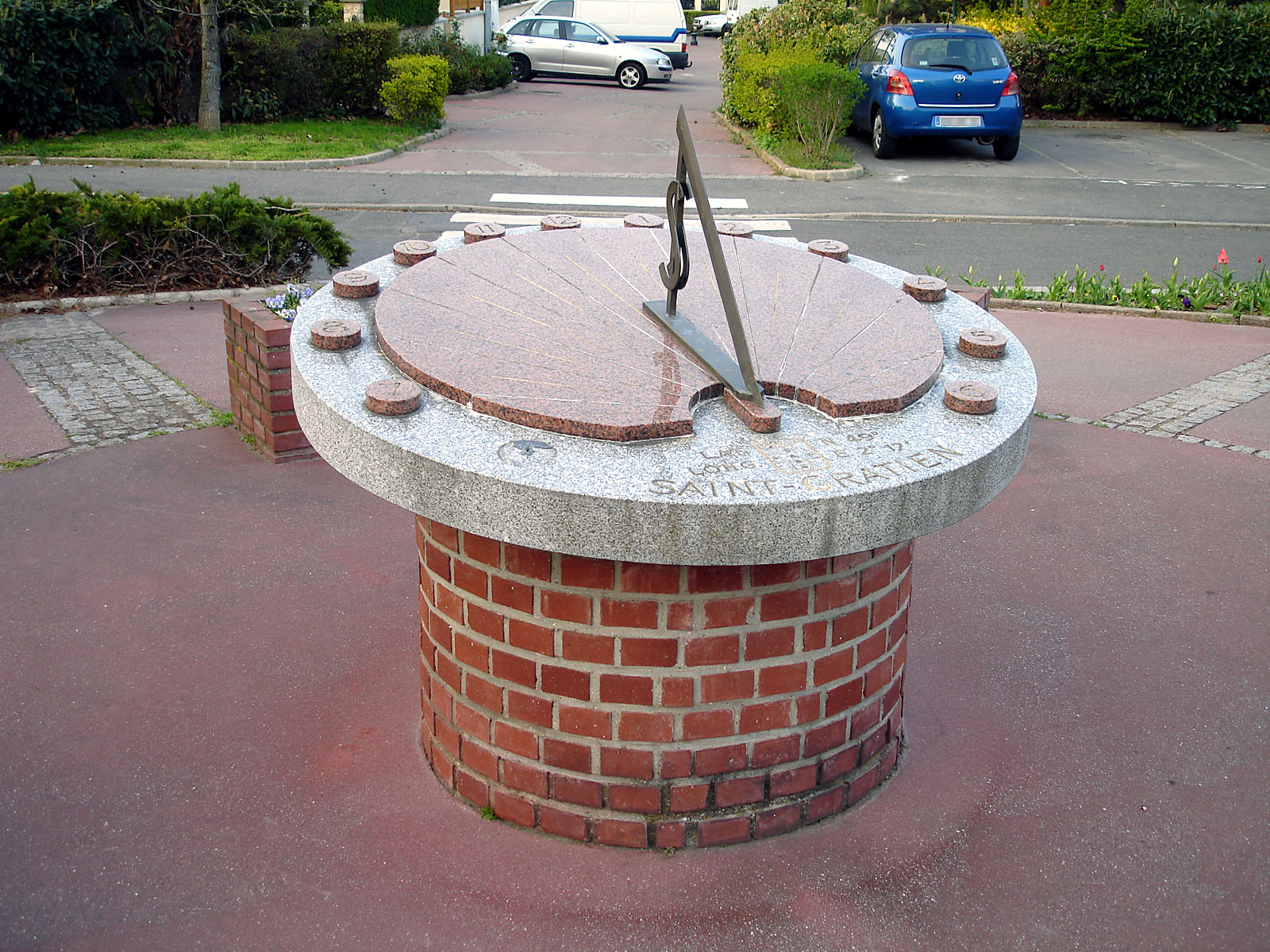
日晷

### 旅游
圣格拉蒂安的旅游事务由其所属的公共社区负责。2020年，圣格拉蒂安境内共有2家酒店共计148间房间。

### 媒体
法国主要的媒体均可在圣格拉蒂安接收，法国电视三台下属的法兰西岛大区频道在部分时段播出圣格拉蒂安所属区域的地方新闻。

## 相关人物
法国元帅卡提納逝世于圣格拉蒂安。

## 友好城市
截至2021年5月，圣格拉蒂安暂未建立任何友好城市关系。